# 薄荷咖啡
《薄荷咖啡》（英語：Eclipse），是1982年上映的一部香港電影，由冼杞然執導，鍾楚紅、黃淑儀、蔡楓華等主演。電影講述新時代職業女性在事業與家庭之間的抉擇。鍾楚紅憑本片獲提名第2屆香港電影金像獎最佳女演員。

## 劇情
周正宜（黃淑儀 飾）是任職於廣告公司的一名女強人，她把事業放在第一而忽略了家庭，與兒子的關係疏離。宜的弟弟周啟華（蔡楓華 飾）之女友傅敏（鍾楚紅 飾）進入了宜的公司工作，漸漸地也成了一個工作第一的職業女性。正當事業工作蒸蒸日上的這個時候，傅敏在此時發現自己懷孕；她為了事業發展而選擇墮胎，憤怒的啟華與其分手。
正宜後來因工作上的問題惹上官非，失勢的她想起了家庭而欲與前夫重修舊好，可惜其人已另結新歡，帶著兒子準備移民；正宜割腕自殺。另一邊廂，傅敏因廣告工作到教堂取景，看到了華正舉行婚禮......

## 角色
| 演員   | 角色   | 備註           |
| 鍾楚紅 | 傅敏   |                |
| 黃淑儀 | 周正宜 | 廣告公司女強人 |
| 蔡楓華 | 周啟華 | 周正宜之弟     |
| 思維   | 費大年 | 周正宜之男朋友 |
| 何文滙 |        | (客串)         |
| 韋基舜 |        |                |

## 電影歌曲

### 主題曲
| 歌名       | 演唱者 | 作曲   | 填詞 |
| 〈再回頭〉 | 蔡楓華 | 陳斐烈 | 卡龍 |

### 插曲
| 歌名               | 演唱者 | 作曲   | 填詞   |
| 〈今天的我屬於你〉 | 蔡楓華 | 黎小田 | 鄭國江 |

## 幕後花絮
《薄荷咖啡》本來早定在1982年11月初上映，但因另一電影《投奔怒海》於當時非常賣座，本片因讓路而被迫就映期一改再改。這使導演冼杞然非常苦澀，因辭去香港電台高薪職位的他，與友人合資經營了「金電影企業有限公司」，而《薄荷咖啡》就是公司的創業開山之作；上映之日不斷拖延使宣傳成本增加，但卻維持不了熱度。

## 獎項
| 年份 | 頒獎典禮            | 獎項       | 獲提名 | 結果 |
| ---- | ------------------- | ---------- | ------ | ---- |
| 1983 | 第2屆香港電影金像獎 | 最佳女演員 | 鍾楚紅 | 提名 |